# Victoria Francés
Victoria Francés (Valencia, 25 ottobre 1982) è un'illustratrice spagnola.

## Biografia
Laureata in belle arti presso la facoltà di San Carlos dell'Università politecnica di Valencia, le sue prime opere furono pubblicate in Spagna da Norma Editorial, fino a quando la serie Favole cambiò editore passando a Planeta DeAgostini.
Posteriormente, l'editore statunitense Dark Horse si interessò ai suoi lavori e li pubblicò in Nordamerica ampliando la fetta dei suoi fan. Il suo primo libro, Favole 1. Lacrime di Pietra ha avuto un buon successo; subito dopo Victoria Francés è tornata alla Universidad de Bellas Artes per completare gli studi. La sua prima apparizione in pubblico risale all'8 marzo 2004, presso il XXII Salone Internazionale del Fumetto di Barcellona.
Ha continuato a lavorare su Favole, facendone una trilogia. In questa serie di libri le illustrazioni sono accompagnate dalla narrazione delle storie delle fanciulle protagoniste, che si intrecciano con quelle di Favole, giovane soccorsa dal vampiro Ezequiel, del quale si è innamorata. Ha inoltre realizzato dei poster e i suoi disegni sono stati utilizzati per illustrare dei calendari.
Sul finire del 2014 ha presentato il progetto "MandrakMoors", in cui ha collaborato con FairyLand, azienda sudcoreana di bambole ball-jointed. In questo progetto, Victoria Francés ha unito il design di personaggi legati al mondo della stregoneria e delle tradizioni pagane alla successiva creazione di bambole ball-jointed con FairyLand.

## Stile
Le opere di Victoria Francés sono ispirate da atmosfere gotiche/romantiche: spesso nelle sue illustrazioni è possibile osservare fantasmi e spiriti di donne in lunghi abiti. Le sue illustrazioni propongono solitamente personaggi solitari, giovani donne o coppie in contesti romantici o malinconici. Trae ispirazione da vari scrittori, tra cui Edgar Allan Poe, Anne Rice, Howard Phillips Lovecraft, Goethe, Baudelaire e Bram Stoker, e da Brian Froud, Arthur Rackham, Edmund Dulac e Luis Royo per quanto riguarda le illustrazioni. Tra le sue ispirazioni figurano anche influssi di tipo musicale come il gruppo Dark Sanctuary, con cui ha collaborato nel 2009.
Inoltre è importante segnalare un cambiamento di registro in opere come "Misty Circus" o "MandrakMoors", dove l'autrice utilizza uno stile meno realistico e orientato a un pubblico più ampio. Tuttavia, è conservata l'essenza dello stile che ne caratterizza la totalità delle opere, così come il tema della malinconia.

## Pubblicazioni
- Favole 1. Lacrime di Pietra (Favole 1. Làgrimas de piedra)
- Favole 2. Liberami (Favole 2. Libérame)
- Favole 3. Gelida luce (Favole 3. Gélida luz)
- Angel Wings
- Portafolio
- El corazón de Arlene
- Misty Circus: 1. Sasha, il piccolo Pierrot
- Misty Circus: 2. La notte delle streghe
- Favole ed. integrale (Favole), Spagna: Norma Editorial // Italia: Rizzoli Lizard
- Il lamento dell'oceano (El lamento del océano), Spagna: Norma Editorial // Italia: Rizzoli Lizard
- Mater Luna, Spagna: Norma Editorial // Italia: Rizzoli Lizard
- Ethel Frost e il sussurro del bosco // Italia: Rizzoli Lizard